# Provincia de Ogliastra
Ogliastra (en italiano Provincia di Ogliastra) fue una provincia de la región de Cerdeña, en Italia. Sus capitales eran las ciudades de Lanusei y Tortolì. Instituida en el 2001, fue activa entre el 2005 y el 2016.
Tenía un área de 1854 km², y una población total de 58.389 hab. (2001). Había 23 municipios en la provincia (fuente: ISTAT, véase este enlace).

## Municipios más poblados
1. Tortolì, 10.661
2. Lanusei, 5.699
3. Bari Sardo, 3.958
4. Tertenia, 3.801
5. Baunei, 3.776
6. Villagrande Strisaili, 3.447